# Pingasa aravensis
Pingasa aravensis là một loài bướm đêm trong họ Geometridae.